# Cylindrolaimus lacustris
Cylindrolaimus lacustris är en rundmaskart som beskrevs av Hoffmanner 1913. Cylindrolaimus lacustris ingår i släktet Cylindrolaimus och familjen Axonolaimidae. Inga underarter finns listade i Catalogue of Life.